# Прапор Тельшяйського повіту
Прапор Тельшяйського повіту (лит. Telšių apskrities vėliava) є офіційним символом Тельшяйського повіту, одного з повітів Литовської республіки.

Герб Ягеллонів

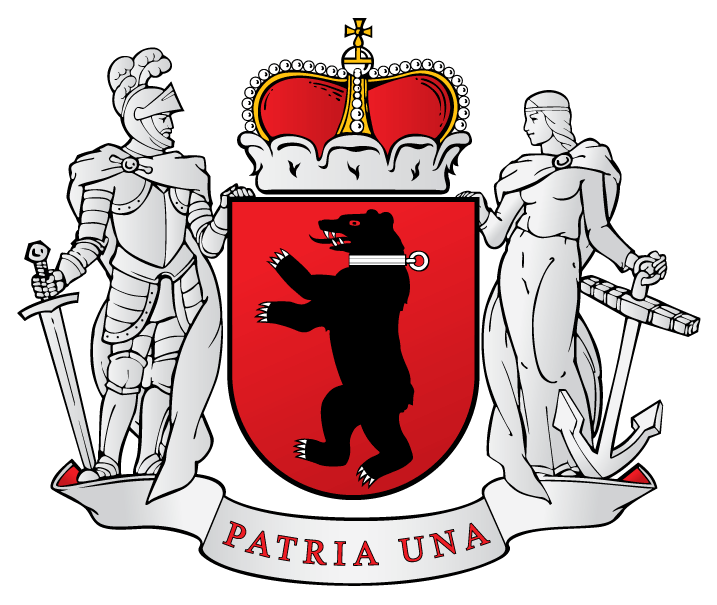
Герб Жмуді

## Опис
Прапор становить собою прямокутне полотнище зі співвідношенням ширини до довжини як 5:6. На червоному полі спинається чорний ведмідь зі срібним ланцюгом на шиї й таким же озброєнням: зубами, язиком і пазурами; на синій облямівці десять золотих литовських подвійних хрестів.

## Історія
Прапор Тельшяйського повіту затверджено разом із гербом повіту Декретом президента Литви за № 175 від 20 грудня 2004 року.
Автор еталонного зображення — художник Арвідас Каждайліс.

## Зміст
Сюжет з чорним ведмедем з ошийником походить з герба історичної Жмуді (Жемайтії), частину території якої займає сучасний повіт. Місто Тельшяй уважається теперішньою столицею Жемайтії. Герб Жмуді з ведмедем відомий з XVI століття і постійно згадується в різних гербовниках, а наприкінці XVIII століття фігурував на Тельшайських повітових печатках.
Синя облямівка з десятьма ягеллонськими хрестами (хрестами з чотирма раменами) — загальний елемент для прапорів повітів Литви. Ягеллонський хрест символізує Литву, число 10 вказує на кількість повітів, золото в синьому полі — традиційні кольори ягеллонського хреста.